# Zollinlandstadion
Das Zollinlandstadion, auch bekannt als Zollinlandplatz, war ein Fußballstadion in Bremerhaven. Das Stadion wurde im Jahr 2013 abgerissen und zu einem Freizeitgelände umgewandelt.

## Geschichte

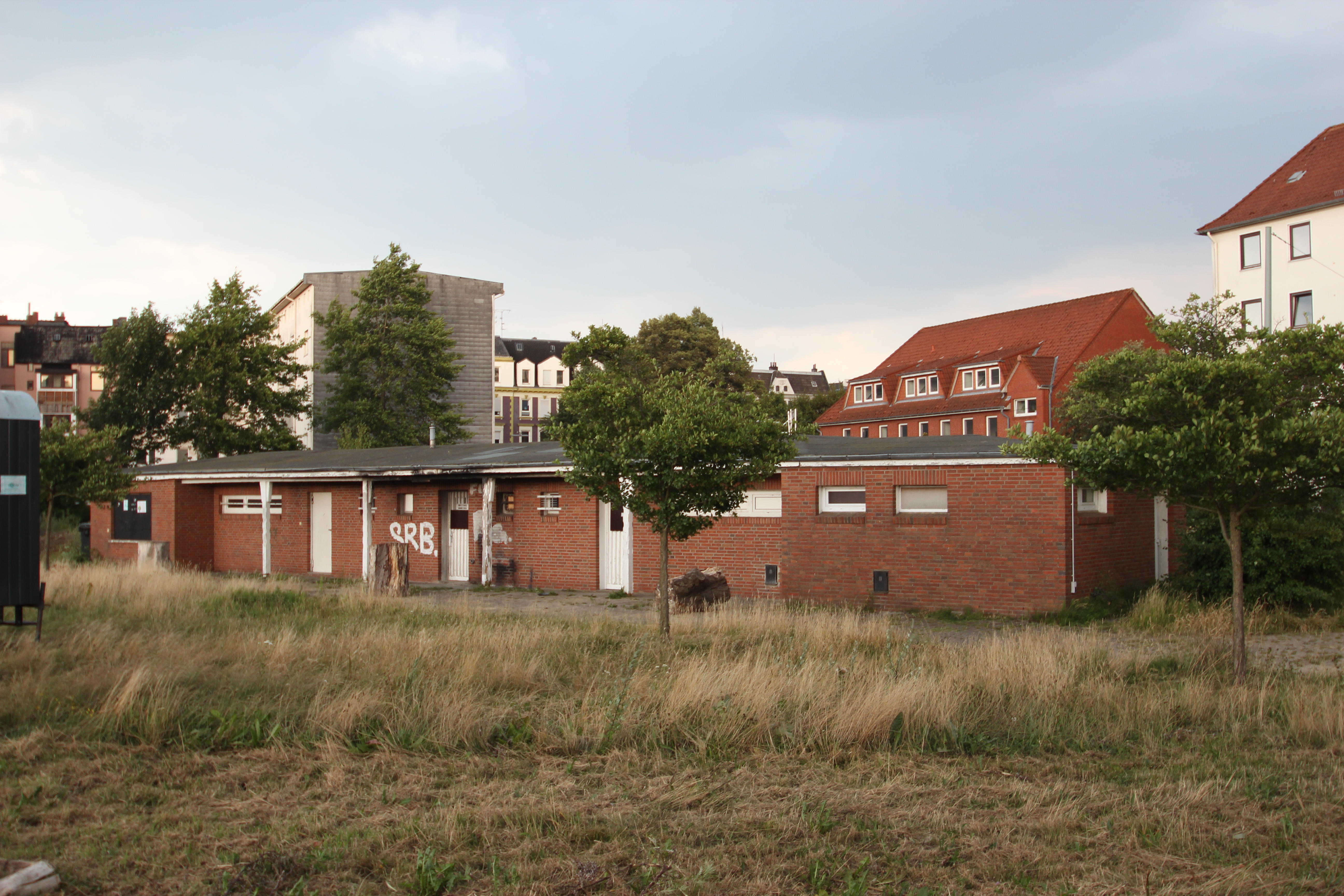
Ehemalige Umkleiden des Zollinlandstadions, Juli 2018

Das Stadion befand sich auf dem Gelände des früheren Rangiergeländes des Zollinlandbahnhofs im Bremerhavener Stadtteil Lehe. Es wurde am 1. April 1926 von den Vereinen Bremerhaven 93, ATS Bremerhaven und SC Sparta Bremerhaven eröffnet und hatte ein Fassungsvermögen von 12.000 Plätzen. Ab 1945 spielte Bremerhaven 93 alleine im „Zolli“, wie das Stadion im Volksmund genannt wird. Die 93er spielten dort von 1948 bis 1963 in der erstklassigen Oberliga Nord, von 1963 bis 1974 in der zweitklassigen Regionalliga Nord und von 1974 bis 1977 in der drittklassigen Oberliga Nord. Danach ging der Verein im OSC Bremerhaven auf.
Der Zuschauerrekord wurde am 5. September 1948 aufgestellt, als Bremerhaven 93 vor angeblich 15.000 Zuschauern gegen den FC St. Pauli empfing und das Spiel mit 3:0 gewann. Im Jahre 1955 qualifizierten sich die 93er als Vizemeister der Oberliga Nord für die Endrunde um die deutsche Meisterschaft. Der Deutsche Fußball-Bund verweigerte aber die Austragung von Spielen am „Zolli“, so dass die Bremerhavener in das Bremer Weserstadion ausweichen mussten. Von den Einnahmen der Endrunde baute der Verein im Jahre 1956 eine Sitzplatztribüne entlang der Pestalozzistraße.
Diese musste später abgerissen werden, da die Stadt Bremerhaven die Pestalozzistraße ausbauen wollte. Zu dem Ausbau kam es allerdings nicht. Ab 1992 trug der FC Bremerhaven seine Heimspiele im „Zolli“ aus, was zu Streitereien mit dem OSC führte. Der FC Bremerhaven wiederum schloss sich im Jahre 2012 dem SC Sparta an, der sich daraufhin im FC Sparta Bremerhaven umbenannte. Der Zollinlandplatz fasste bis zum Abriss 3.000 unüberdachte Stehplätze und wurde bis zuletzt  vom FC Bremerhaven genutzt.